# Srbice (okres Domažlice)
Srbice (německy Serbitz) jsou obec v okrese Domažlice v Plzeňském kraji. Žije v ní 394 obyvatel.

## Historie
První písemná zmínka o obci pochází z roku 1226.

## Obyvatelstvo
| Rok            | 1869 | 1880 | 1890 | 1900 | 1910  | 1921 | 1930 | 1950 | 1961 | 1970 | 1980 | 1991 | 2001 | 2011 | 2021 |
| -------------- | ---- | ---- | ---- | ---- | ----- | ---- | ---- | ---- | ---- | ---- | ---- | ---- | ---- | ---- | ---- |
| Počet obyvatel | 858  | 943  | 978  | 924  | 1 026 | 980  | 922  | 710  | 706  | 603  | 500  | 435  | 398  | 373  | 390  |
| Počet domů     | 118  | 126  | 132  | 142  | 159   | 161  | 190  | 204  | 189  | 178  | 167  | 193  | 198  | 204  | 195  |

## Obecní správa

### Části obce
- Háje
- Srbice
- Strýčkovice
- Těšovice

V letech 1960–1990 k obci patřily i Hlohovčice, od 1. července 1980 do 30. června 1990 Čermná a od 1. července 1980 do 23. listopadu 1990 také Poděvousy.

### Obecní symboly
Znak a vlajka byly obci uděleny rozhodnutím předsedy Poslanecké sněmovny Parlamentu České republiky dne 6. června 2017.

## Pamětihodnosti
- Kostel svatého Víta na návrší severozápadně od vesnice
- Na návrší se v místech, kde stojí kostel svatého Víta, nacházelo pravděpodobně pravěké srbické hradiště, jehož opevnění bylo rozoráno do podoby mezí. Nalezená keramika dokládá, že místo bylo osídleno i v raném středověku.[8]

## Galerie

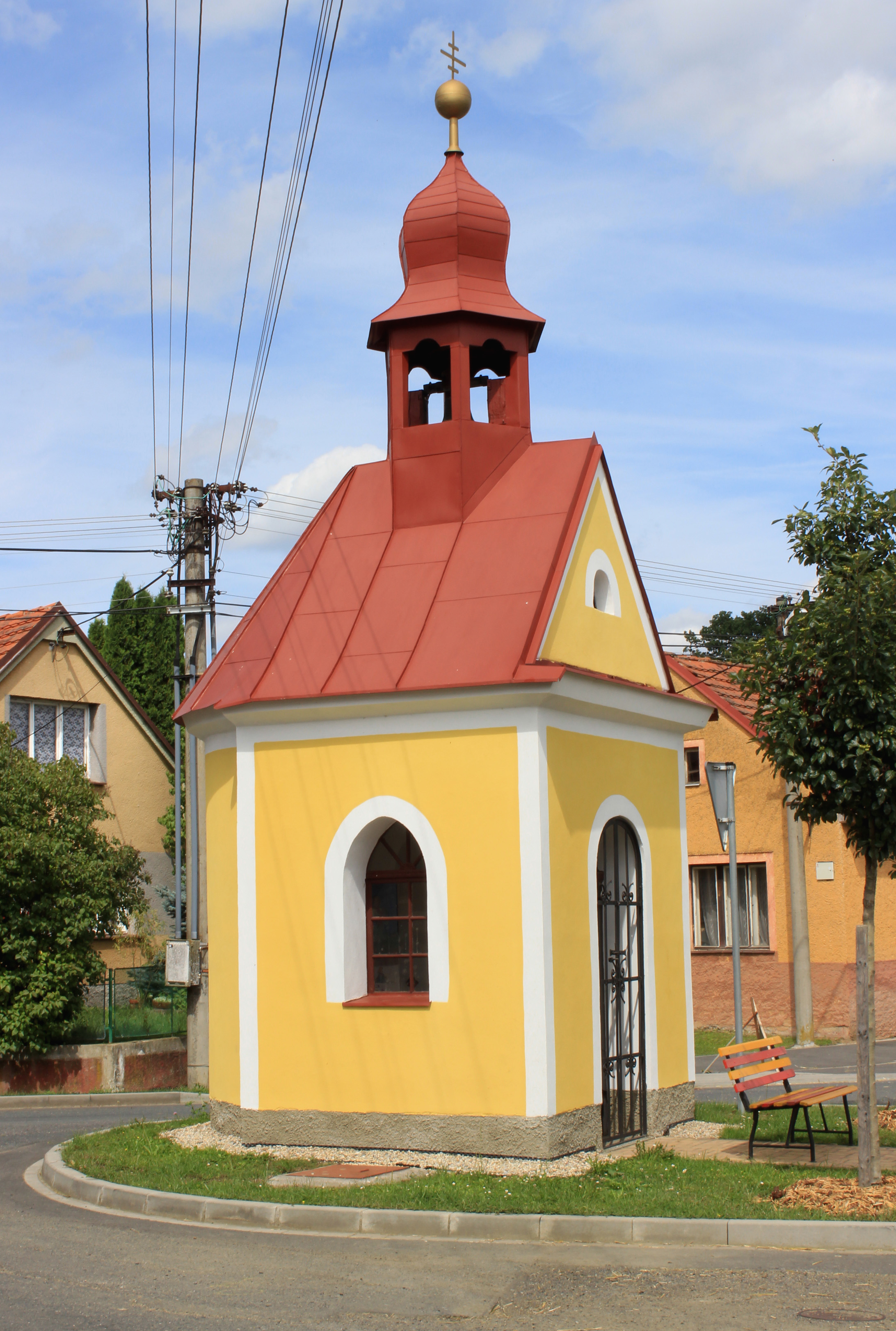
Kaple u hlavní silnice
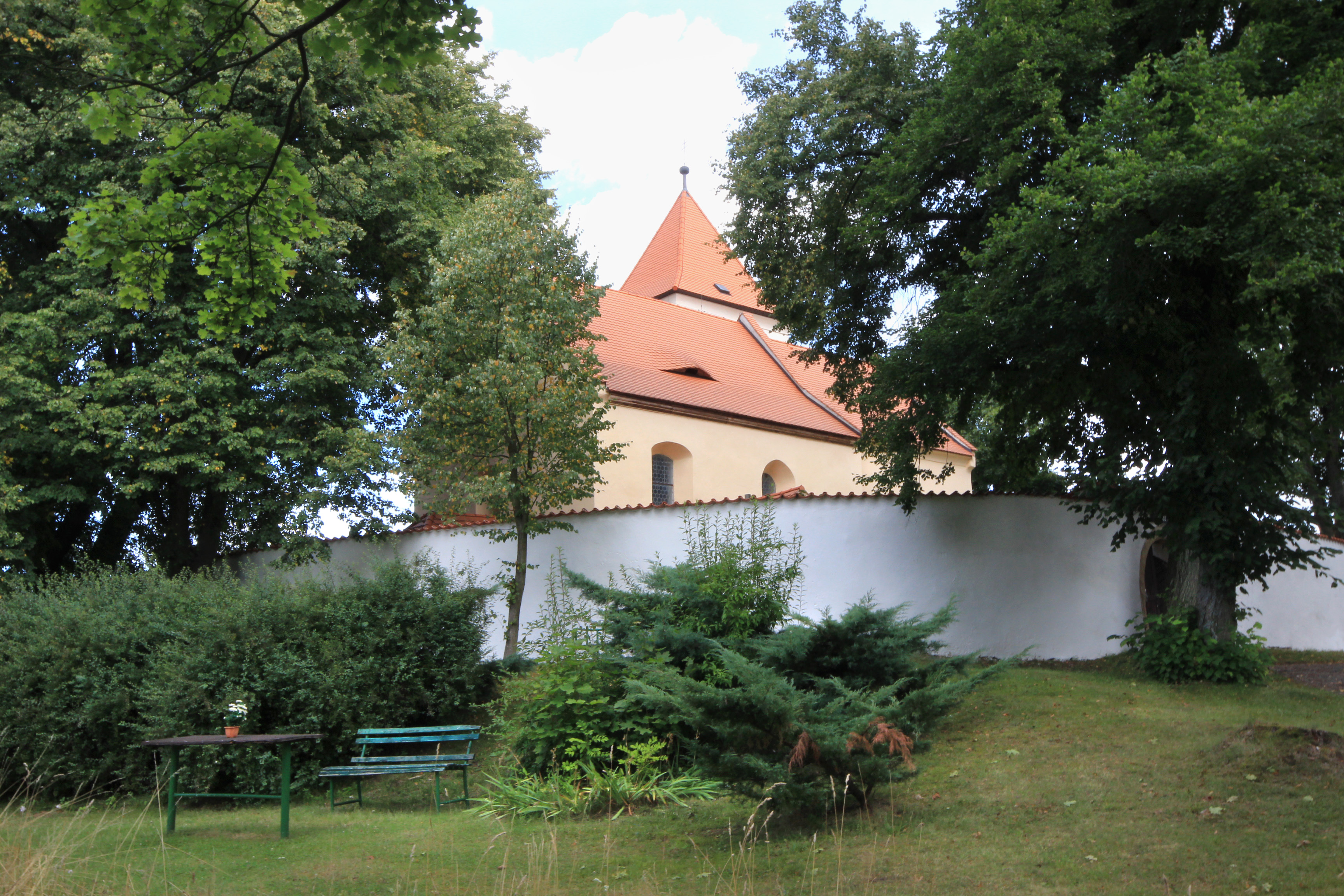
Kostel svatého Víta
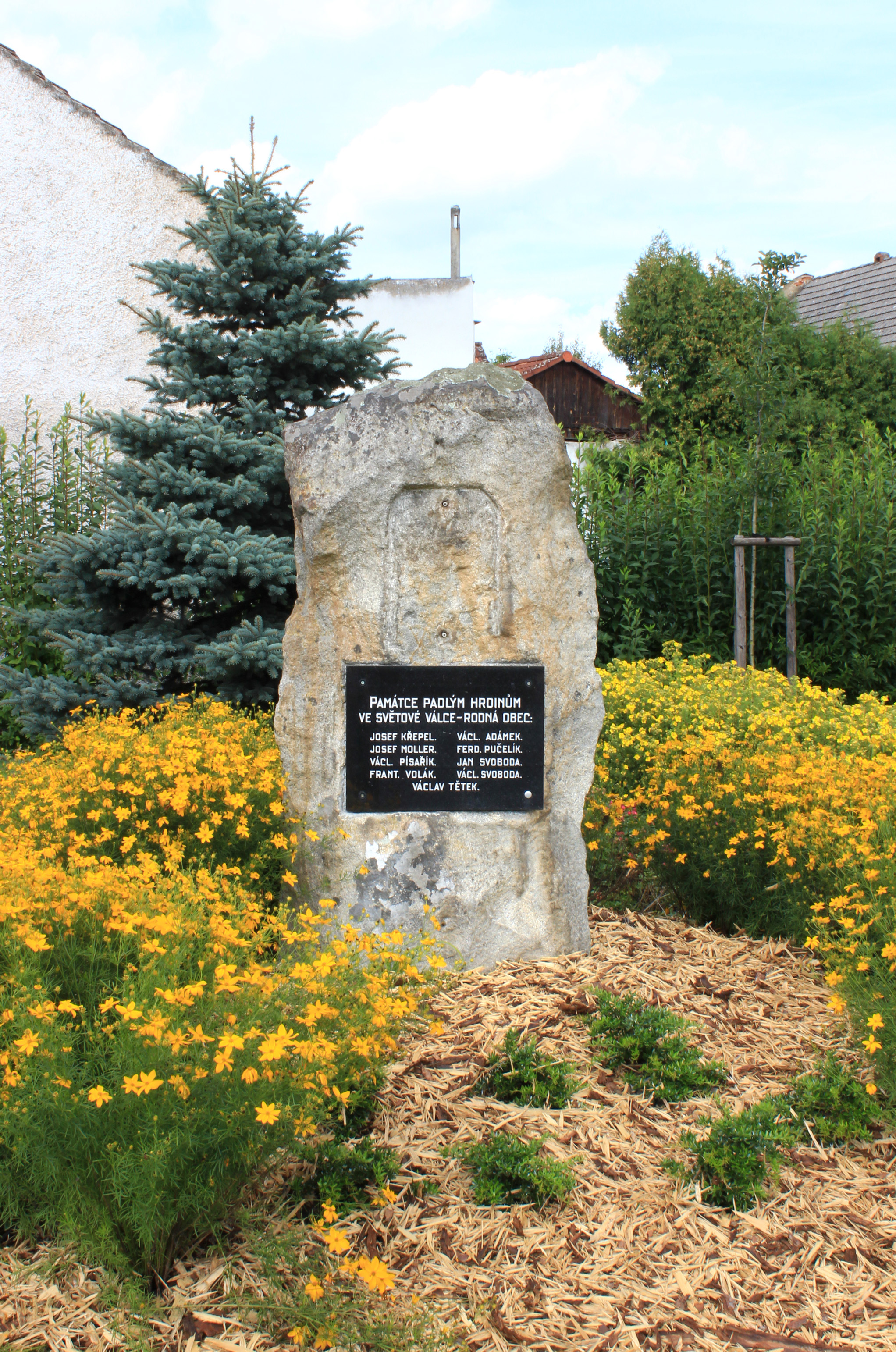
Památník